# Starhopping
Starhopping bezeichnet eine Technik zum Auffinden von Himmelsobjekten im Bereich der visuellen Astronomie und der Amateurastronomie und kann sowohl mit dem freien Auge als Grundlage für die Orientierung am Sternenhimmel als auch mit optischen Instrumenten (Teleskop, Fernglas) zum Auffinden von Objekten angewendet werden, die mit dem freien Auge nicht sichtbar sind.

## Begriff
Starhopping, ein Begriff aus der englischsprachigen Astronomie-Szene, hat sich im deutschsprachigen Sprachraum unter Amateurastronomen  etabliert, ein adäquater deutscher Begriff existiert nicht. Sternenhüpfen oder Sternhüpfen entspricht ihm vielleicht am ehesten, da die Tätigkeit des Star Hopping oder Starhopping das Hüpfen von Stern zu Stern bedeutet.
Der ausübende Mensch wird als Starhopper bezeichnet, davon abgeleitet spricht man vom Starhop.
Angewendet wird die Ableitung Starhop in Bezug auf diese Auffinde- bzw. Suchmethode. Es gibt bereits viele Anleitungen zum Starhop zu einem gewünschten Objekt im Internet aber auch in Büchern.

## Methode

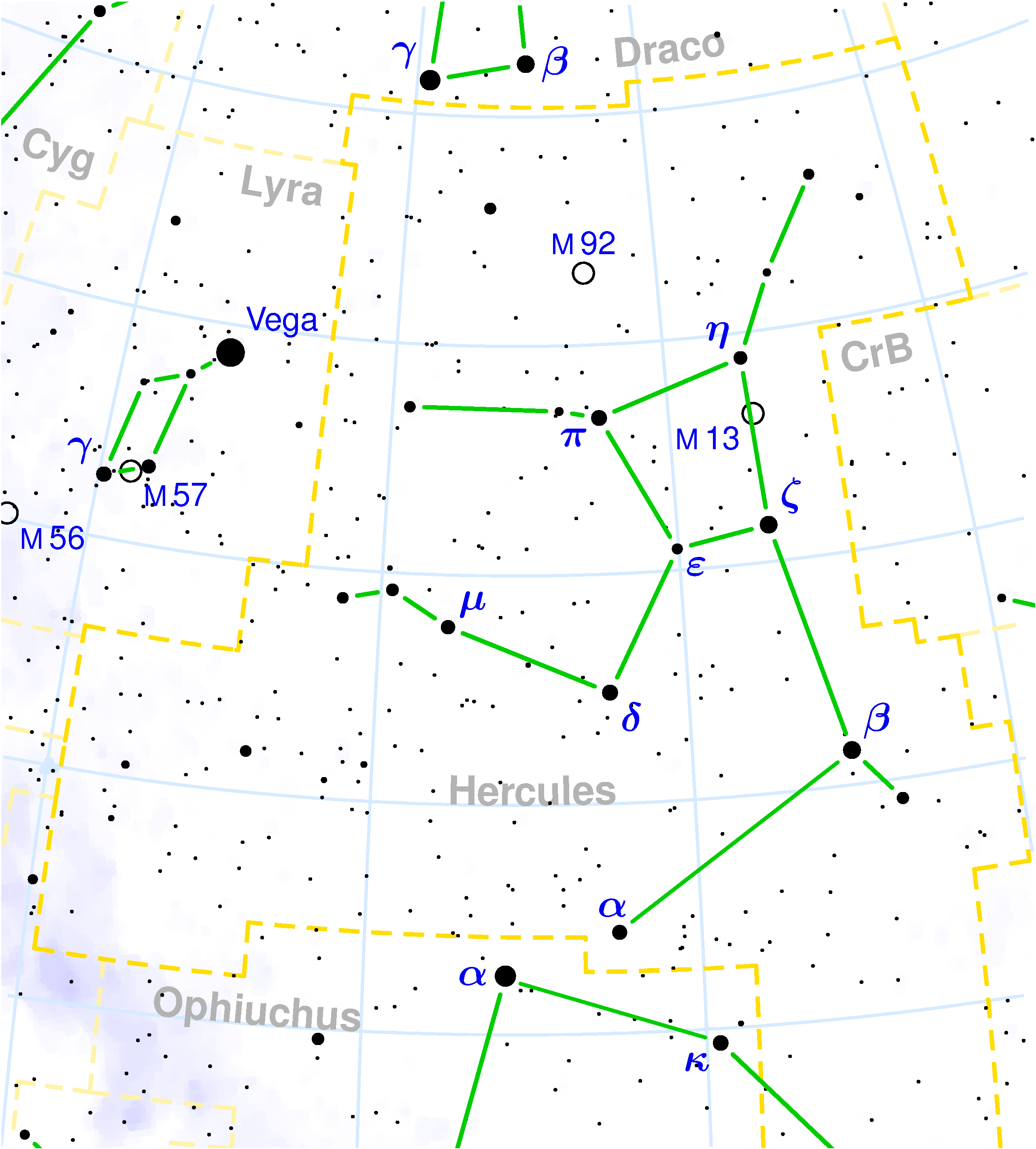
Der Weg zum Kugelsternhaufen M 13 im Herkules

Beim Starhopping hüpft oder hangelt sich der Anwender von bekannten Objekten am Himmel zu (noch) unbekannten Objekten. Oder anders gesagt: Vom Sichtbaren zum Unsichtbaren. Diese Technik bietet sich vor allem an, wenn man sich Grundlagen zur Orientierung am Himmel aneignen möchte, (Sternbilder oder einzelne Sterne) und wenn in direkter Nähe zum Objekt keine hellen Sterne sind, die direkt mit dem Sucher angepeilt werden können (Suche mit dem Teleskop). Mit dieser Methode lernt der Anwender sehr schnell, sich am Himmel zu orientieren.
Der Starhopper orientiert sich also zuerst grob an den Sternbildern oder ihm bereits bekannten Sternen. Anschließend verwendet er eine Aufsuch- oder Auffindekarte in der möglichst viele, auch lichtschwache Objekte, die mit dem freien Auge nicht sichtbar sind, eingezeichnet sind. Er bewegt sich dann mit dem Fernglas oder Teleskop von Stern zu Stern, bis er das Zielobjekt gefunden hat. Die Orientierung fällt relativ leicht, da sie in geometrischen Mustern erfolgt, die sich leicht im Gedächtnis einprägen.
Ein einfaches Beispiel ist das Auffinden des berühmten Kugelsternhaufens M 13 im Sternbild Herkules. Hat der Beobachter das Sternbild am Himmel ausfindig gemacht, bewegt er sich mit seinem Fernglas oder Teleskop an der gedachten Linie von Eta (η) zu Zeta (ζ) Herculae (die "lange Kante" des inneren Vierecks). Bei ungefähr 1/3 der Strecke befindet sich M 13.

## Ausrüstung
Erforderlich sind am Anfang eine drehbare Sternenkarte, auch Planisphäre genannt, zur groben Orientierung am Himmel und die entsprechende Aufsuch- oder Auffindekarte für die Details, die mit dem bloßen Auge nicht mehr sichtbar sind.
Ausgehend von einem bekannten Stern oder einer Übersichtskarte wird mit einer Detailkarte anschließend das gewünschte Objekt gesucht und gefunden.
So lassen sich schon mit kleinen Instrumenten (Teleskop oder größeres Fernglas – in der Theorie bereits auch im 10×50 Fernglas) alle Messierobjekte und viele andere Kugelsternhaufen, planetarische Nebel und Galaxien finden.
Die Messierobjekte M 76 und M 97 mit einer visuellen Helligkeit von 12 mag stellen auf Grund der geringen Leuchtkraft bereits hohe Anforderungen an den ungeübten Beobachter. Die Herausforderung liegt hier allerdings nicht so sehr beim Finden des gesuchten Zieles, sondern im Erkennen und Wahrnehmen des Objekts, das sich in der kleinen Optik als unscheinbares, kaum wahrnehmbares verwaschenes graues Fleckchen zeigt, die noch wesentlich unspektakulärer sind als M 13.
Zoomferngläser sind auf Grund des Tunnelblicks, den sie produzieren und des geringen Sehfeldes für diese Technik nicht geeignet.
Was mit der jeweiligen Optik visuell sichtbar ist, kann mit einem Grenzgrößenkalkulator berechnet werden.
Mit etwas Übung kann auch auf die Aufsuchkarte verzichtet werden. Dann ist der Starhopper sozusagen ein wandelndes GoTo und benötigt außer einem klaren Himmel und einem Beobachtungsgerät keine weiteren Hilfsmittel.
Astronomieprogramme, die – wie etwa das freie Stellarium – ein Planetarium simulieren, helfen bei der Orientierung am Himmel. Zum schnellen Identifizieren der Sternbilder und helleren Himmelsobjekte gibt es auch Apps für Smartphones und Tablets.